# غريدي جاكسون
غريدي جاكسون (بالإنجليزية: Grady Jackson)‏ هو لاعب كرة قدم أمريكية أمريكي، ولد في 21 يناير 1973 في غرينسبورو في الولايات المتحدة.

## وصلات خارجية
- غريدي جاكسون على موقع مرجع كرة القدم المحترفة.كوم (الإنجليزية)